# 国鉄チサ1形貨車
国鉄チサ1形貨車（こくてつチサ1がたかしゃ）は、かつて日本国有鉄道（国鉄）およびその前身である鉄道省等に在籍した20 t 積みの長物車である。

## 概要
1911年（明治44年）1月の車両称号規程制定に際して北海道局にて運用されている18 t 積み材木車10両（ムポ10,ムポ30,ムポ44,ムポ63,ムポ77,ムポ155,ムポ177,ムポ234,ムポ279,ムポ366）が形式名ホチ236形（ホチ236 - ホチ245）に定められた。同年新橋工場にて20 t 積みに改造され形式名はオチ236形（オチ236 - オチ245）に改められた。
1928年（昭和3年）5月の車両称号規程改正ではチサ1形（チサ1 - チサ9）に変更された。
車体塗色は黒一色であり、寸法関係は、全長は10,922 mm、全幅は2,515 mm、全高は1,803 mm、自重は9.3 t - 9.8 t、換算両数は積車2.0、空車0.8であった。
戦後の1950年（昭和25年）5月に「第二次貨車特別廃車」の対象形式に指定され（当時の在籍数5両）、同年に最後まで在籍した車両が廃車となり同時に形式消滅となった。